# V.I.S.A.
V.I.S.A. fue una compañía discográfica independiente de Francia creada en 1982 por Thierry De Lavau y Yves Lecarpentier.

Los primeros lanzamientos de V.I.S.A. fueron cintas de bandas de punk francesas, aunque finalmente expandieron no solo el abanico musical sino también el formato de lanzamiento, produciendo CD y LP de otras bandas europeas del new wave, art rock y de música experimental.

La discografía de la banda se divide en tres colecciones:
- Androidia Flux (prefijo AF)
- Rebel Flux (prefijo RF)
- Última Flux (prefijo UF)

Hacia 1995 V.I.S.A. lanzó Deep Inside, un álbum de RAENDOM y desde entonces no ha publicado ningún otro trabajo.

## Dirección
V.I.S.A.

BP 51 - 93101 Montreuil Cedes,

Francia.